# James Ellisor
James Ammon Ellisor (Glendale (Arizona); 9 de marzo de 1990) es un baloncestista estadounidense que pertenece a la plantilla del UMF Stjarnan  de la Úrvalsdeild karla, la liga islandesa. Con 1,96 metros de estatura, juega en la posición de escolta.

## Trayectoria deportiva
Es un jugador formado durante dos temporadas en Glendale CC y en 2010 ingresó en la Universidad Estatal de Bemidji en Minnesota para jugar durante dos temporadas en la NCAA II con los Bemidji State Beavers. 
En verano de 2015 llegó a Portugal para firmar con União Desportiva Oliveirense de la  Liga Portuguesa de Basquetebol, en el que jugaría durante cuatro temporadas y en el que conseguiría dos LPB, una Copa de baloncesto de Portugal y una Supercopa de Portugal.
En la temporada 2017-18 jugaría durante un breve período de tiempo en el Quimper UJAP de la PRO B francesa, para más tarde regresar al União Desportiva Oliveirense.
El 29 de junio de 2019, firma por el Sporting Clube de Portugal de la Liga Portuguesa de Basquetebol.
El estadounidense conquistaría tres de las últimas cinco ligas en Portugal. El escolta conquistó en dos ocasiones el trofeo cuando vestía la camiseta del Oliveirense Cacarola, mientras que en la temporada 2020-21 lo haría con el Sporting de Portugal (llevaba sin ganar el título desde 1982) al imponerse en la final al Porto por 87-86, en el que James anotó 11 puntos en el choque decisivo.
En la temporada 2020-21, disputó un total de 41 partidos entre la liga regular en Portugal, la Champions League y la Europe Cup. El escolta, que jugó más de 30 minutos de media en todas las competiciones, promediando 12’4 puntos. 
El 3 de agosto de 2021, firma por el Fundación Club Baloncesto Granada de la Liga LEB Oro. Con el conjunto granadino lograría el ascenso a la Liga Endesa.
El 16 de agosto de 2022, firma con el S.L. Benfica de la Liga Portuguesa de Basquetebol.
En octubre de 2023 fichó por el UMF Stjarnan  de la Úrvalsdeild karla, la liga islandesa.